# Giacomo Agostini

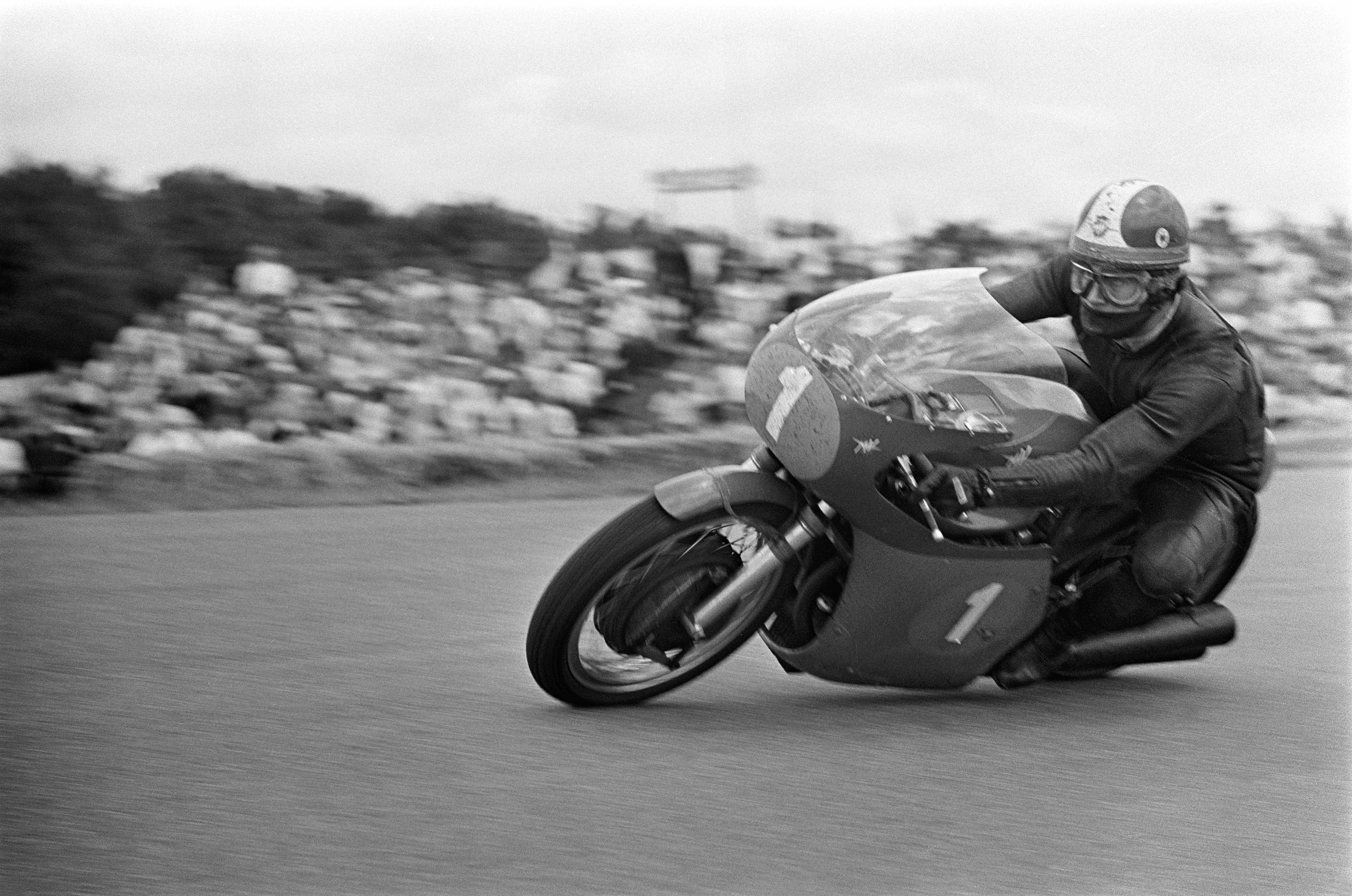
Giacomo Agostini bei der Dutch TT (1968)

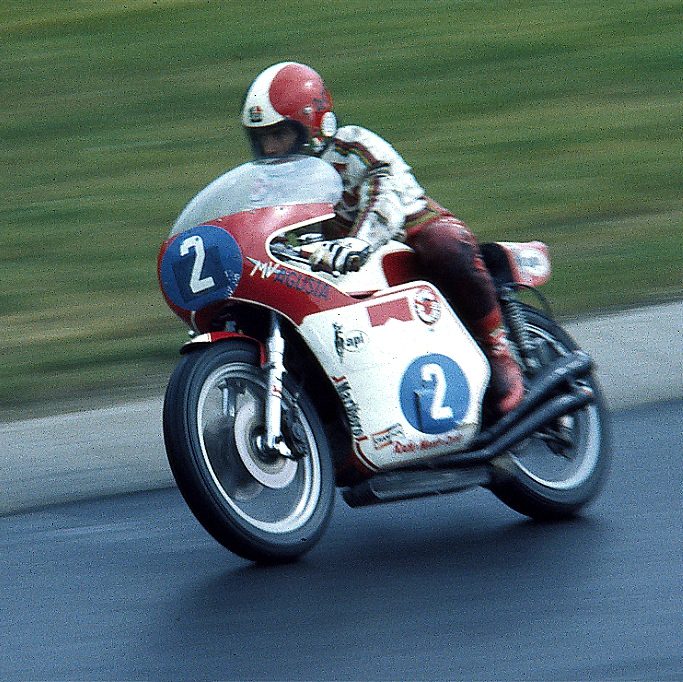
Agostini 1976 auf dem Nürburgring

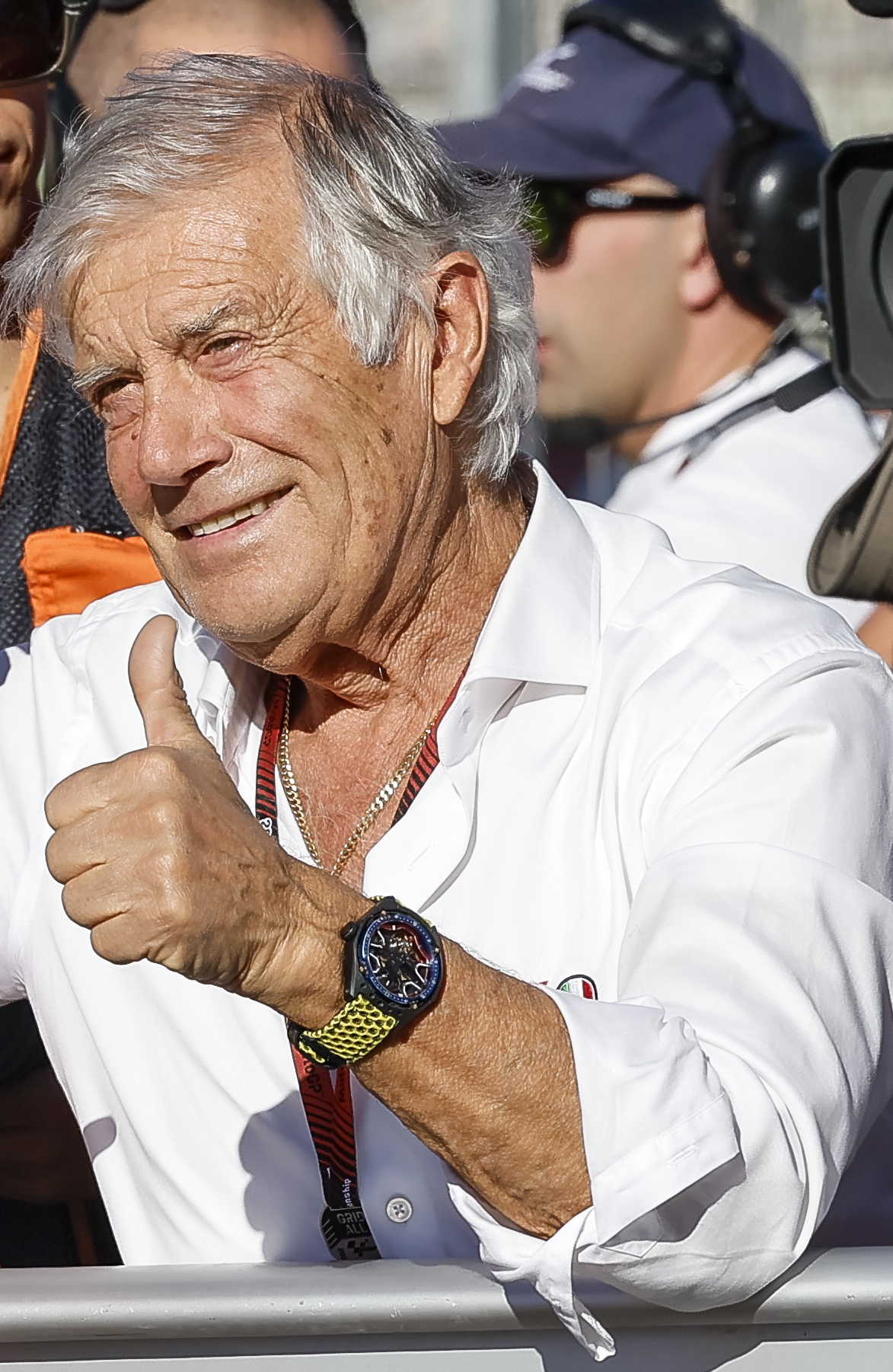
Giacomo Agostini beim GP von Valencia (2022)

Unterschrift auf einer Autogrammkarte

Giacomo „Ago“ Agostini (* 16. Juni 1942 in Brescia) ist ein ehemaliger italienischer Motorradrennfahrer. Er gilt als einer der besten Motorradrennfahrer der Geschichte und ist mit 15 Weltmeistertiteln, 122 Grand-Prix-Siegen und 117 schnellsten Rennrunden der erfolgreichste Fahrer der Motorrad-Weltmeisterschaft. Vorübergehend beteiligte sich Agostini auch an Automobilrennen, erzielte dort aber keine nennenswerten Erfolge.

## Karriere

### Motorradsport
Das Motorradfahren erlernte Giacomo Agostini als Teenager mit einer 50er-Parilla.

#### Moto Morini
1962 trat er erstmals bei Rennen an: mit einer 175-cm³-Morini nahm er an Bergrennen teil. Seinen ersten Titel errang Agostini 1963 im Alter von 21 Jahren, als er auf einer Moto Morini 175 Settebello Aste Corte italienischer Bergmeister wurde. Das Motorrad wurde ihm seitens der Rennabteilung von Moto Morini zusammen mit einem eigenen Mechaniker zur Verfügung gestellt. Neben dem Campionato Italiano della Montagna trat er auch noch im Campionato Italiano di Velocità Juniores (Junioren Straßenmeisterschaft) an. In der Bergmeisterschaft gewann Agostini alle Rennen, in der Straßenmeisterschaft stand er nur zweimal nicht auf dem Siegertreppchen. Am 15. September 1963 betrat Agostini beim Großen Preis der Nationen im italienischen Monza die Bühne der Motorrad-Weltmeisterschaft. Er führte auf einer Morini das Rennen der 250-cm³-Klasse an, bis er wegen eines technischen Defekts an seinem Motorrad aufgeben musste. Diese Erfolge veranlassten Moto Morini, Agostini als „Nummer-Eins-Fahrer“ zu verpflichten und ihn mit einer 250 Bialbero in der Motorrad-Weltmeisterschaft 1964 antreten zu lassen.
1964 belegte er vierte Ränge bei den Viertelliter-WM-Rennen beim Großen Preis von Deutschland auf der Solitude sowie beim Nationen-Grand-Prix. Das erste internationale Rennen gewann Agostini mit der prestigeträchtigen Coppa d’oro Shell am 19. April 1964 in Imola. In der 250er-Klasse trat er dort gegen seinen ehemaligen Teamkollegen Tarquinio Provini auf seiner Vierzylinder-Benelli an. Nach einem hart umkämpften Rennen gewann Agostini und fuhr mit seinen Renn- und Rundenresultaten bessere Zeiten als Jim Redman auf Honda, dem Sieger in der 350-Klasse. Das vergleichsweise geringe Budget von Morinis Rennabteilung, das bereits die Ursache für den Ausstieg Provinis Ende der Saison 1963 war, konnte eine konkurrenzfähige Teilnahme Agostinis, an dem viele Teams zu diesem Zeitpunkt schon Interesse zeigten, an der Weltmeisterschaft nicht ermöglichen.

#### MV Agusta
Nach den Talentproben der Saison 1964 konnte sich Agostini seinen Arbeitgeber für die folgende Saison aussuchen. Er wählte MV Agusta „Reparto corse“, das Werksteam von MV Agusta, wo er an der Seite des 500er-Weltmeisters der drei vorangegangenen Jahre, dem Briten Mike Hailwood, zunächst die Aufgabe hatte, bei der Entwicklung der neuen „Dreizylinder“ MV Agusta 350 tre cilindri und MV Agusta 500 Tre mitzuwirken. Agostini trat 1965 mit diesen Maschinen in der Weltmeisterschaft an und gewann am 24. April mit dem 350er-Lauf um den Großen Preis von Deutschland auf der Südschleife des Nürburgrings seinen ersten Grand Prix. Zweiter wurde Teamkollege Hailwood. In der Gesamtwertung wurde Agostini Vizeweltmeister in den Klassen bis 350 (hinter Jim Redman auf Honda) und 500 cm³ (hinter Hailwood). Zu dieser Zeit entwickelte sich Agostinis akribische Arbeitsweise, die ihn während seiner gesamten Karriere dazu veranlasste, jedes kleine Detail persönlich mehrfach zu überprüfen. Am Ende der Saison wechselte Hailwood zu Honda und Agostini stieg im Alter von 24 Jahren zum „Nummer-Eins-Fahrer“ auf. Das war der Beginn der überaus erfolgreichen Ära bei MV Agusta, die bis 1973 anhielt und in der er 13 Weltmeistertitel sowie zahlreiche weitere Erfolge einfuhr.
1966 gewann Agostini die 500er-WM vor Hailwood und wurde in der 350er-Klasse hinter Hailwood Vizeweltmeister.
Interne Spannungen im Team und der sich abzeichnende Niedergang der Viertaktmotoren veranlassten Agostini, sich ab 1971 nach einem anderen Team umzusehen. 1973 trat Agostini noch mit der neuen MV Agusta 500 Vierzylinder an. Die Saison verlief für ihn aber nicht sonderlich erfolgreich.

#### Yamaha
Am 4. Dezember 1973 berief Agostini in Mailand die erste Pressekonferenz seines Lebens ein und verkündete offiziell seinen Wechsel zu Yamaha. Von Winter 1973 bis Frühjahr 1974 zog Agostini vertragsgemäß nach Japan, um an der Entwicklung der Yamaha YZR 500 OW 20 mitzuwirken und zahlreiche Verbesserungen, insbesondere am Fahrwerk, vorzunehmen.
Mit der „Werksversion“ (OW 16) der Yamaha TZ 350 gewann Agostini 1974 mit fünf Siegen souverän die Weltmeisterschaft in der Klasse bis 350 cm³. Das Mindergewicht wurde durch die Verwendung von Magnesium am Kurbelgehäuse, Vergasern und Felgen, Aluminium an Stoßdämpfer und Bremspedal sowie einen kürzeren Chrom-Molybdän-Stahlrahmen erzielt. Diesen Vorteil machte die OW16 weitaus handlicher und in der Beschleunigung besser als die Production-TZ 350; in der Höchstgeschwindigkeit war die OW16 dem Production-Racer nicht wesentlich überlegen.
In der 500-cm³-Klasse trat Agostini 1975 mit der Yamaha OW 26 (einer Weiterentwicklung der OW20) an. Mit diesem Zweitaktmotorrad errang Giacomo Agostini seinen letzten Weltmeistertitel und Yamaha den ersten Titel in der Königsklasse.

#### „Team Agostini“
Nach seinem Ausscheiden bei Yamaha gründete Agostini 1976 zusammen mit seinem jüngeren Bruder Felice ein eigenes Team. Das vom Tabakkonzern Philip Morris und der italienischen Tankstellenkette Api unterstützte Projekt trug den offiziellen Namen Marlboro-Api-Team. Agostini trat damit sowohl in der Weltmeisterschaft, der (ebenfalls FIM-sanktionierten) Formel-750-Rennserie und in der italienischen Meisterschaft an.
Auf der „Materialseite“ kehrte Agostini anfangs wieder zu den vertrauten MV-Agusta-Maschinen zurück, die nicht mehr mit einem eigenen Werksteam in den Meisterschaften vertreten waren. MV musste sich dadurch mit den neuen Lärmnormen der FIM auseinandersetzen, litt aber nicht allzu sehr darunter, weil sie zu spät eingeführt und nicht immer durchgesetzt wurden. Ein Test, den MV Agusta selbst durchführte, ergab, dass die Leistung der 500er „quattro“ mit der regelkonformen Dämpfung von 110 PS (80,9 kW) auf 91 PS (66,9 kW) sank. Die stärkste Maschine der Saison, Barry Sheenes Zweitakt-Suzuki RG 500, lief die ganze Saison gedämpft ohne spürbaren Leistungsverlust.
Nach zwei Rennen stieg Agostini auf Suzuki um, konnte aber mit den „Kundenmotorrädern“ (ohne Werksunterstützung) keine Verbesserung erzielen. Im letzten Rennen der Saison 1976 auf dem Nürburgring startete er wieder mit einer MV Agusta und erzielte seinen letzten Grand-Prix-Sieg. Gleichzeitig war es der letzte Sieg von MV Agusta und einem Viertaktmotorrad in der Motorrad-Weltmeisterschaft.
1977 trat Agostini mit Maschinen von Yamaha an, die er auch in der 750er-Serie einsetzte. Bei den ersten beiden Grands Prix startete Agostini nicht. Im 350-cm³-Rennen des Großen Preises von Deutschland wurde er Zweiter hinter Takazumi Katayama. Vor dem Großen Preis der Nationen wechselte er auf eine Zweizylinder-Yamaha TZ 350 D, konnte aber mit ihr keine nennenswerten Erfolge erzielen. In der 750er-Serie gelangen ihm in den beiden letzten Rennen auf dem Hockenheimring zwei Siege und er beendete die Saison als Dritter.
Für das Jahr 1978 hoffte Agostini auf Suzukis des italienischen Generalimporteurs, der aber Gianfranco Bonera den Vorzug gab. Angesichts dieser Situation nutzte Agostini die traditionelle Weihnachtsbotschaft des Teams an die Presse, um seinen Rücktritt vom Motorradrennsport zu verkünden und gleichzeitig seine Absicht bekannt zu geben, sich in Zukunft dem Automobilrennsport zuzuwenden.

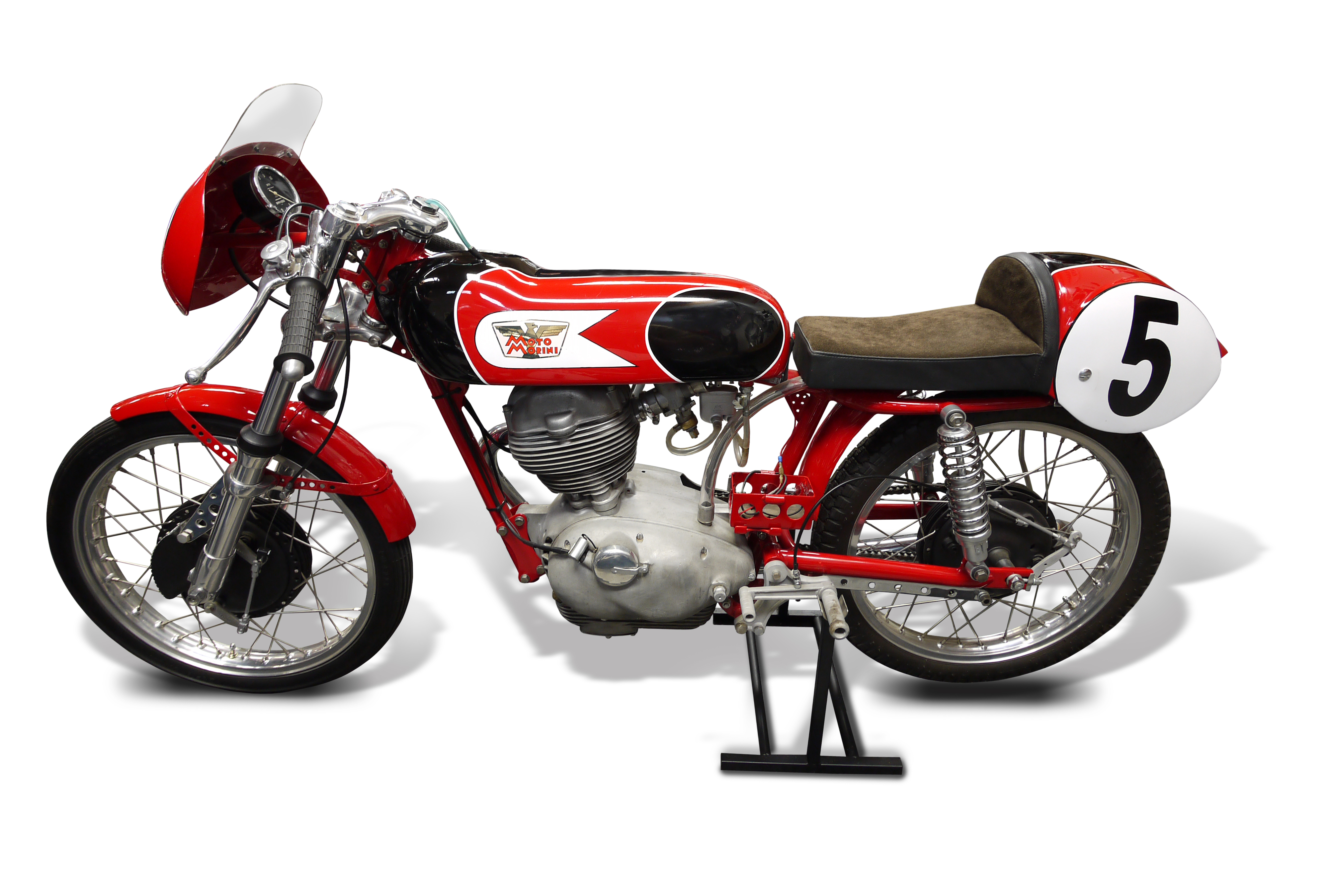
Eine Moto Morini 175 Settebello Aste Corte (1961)
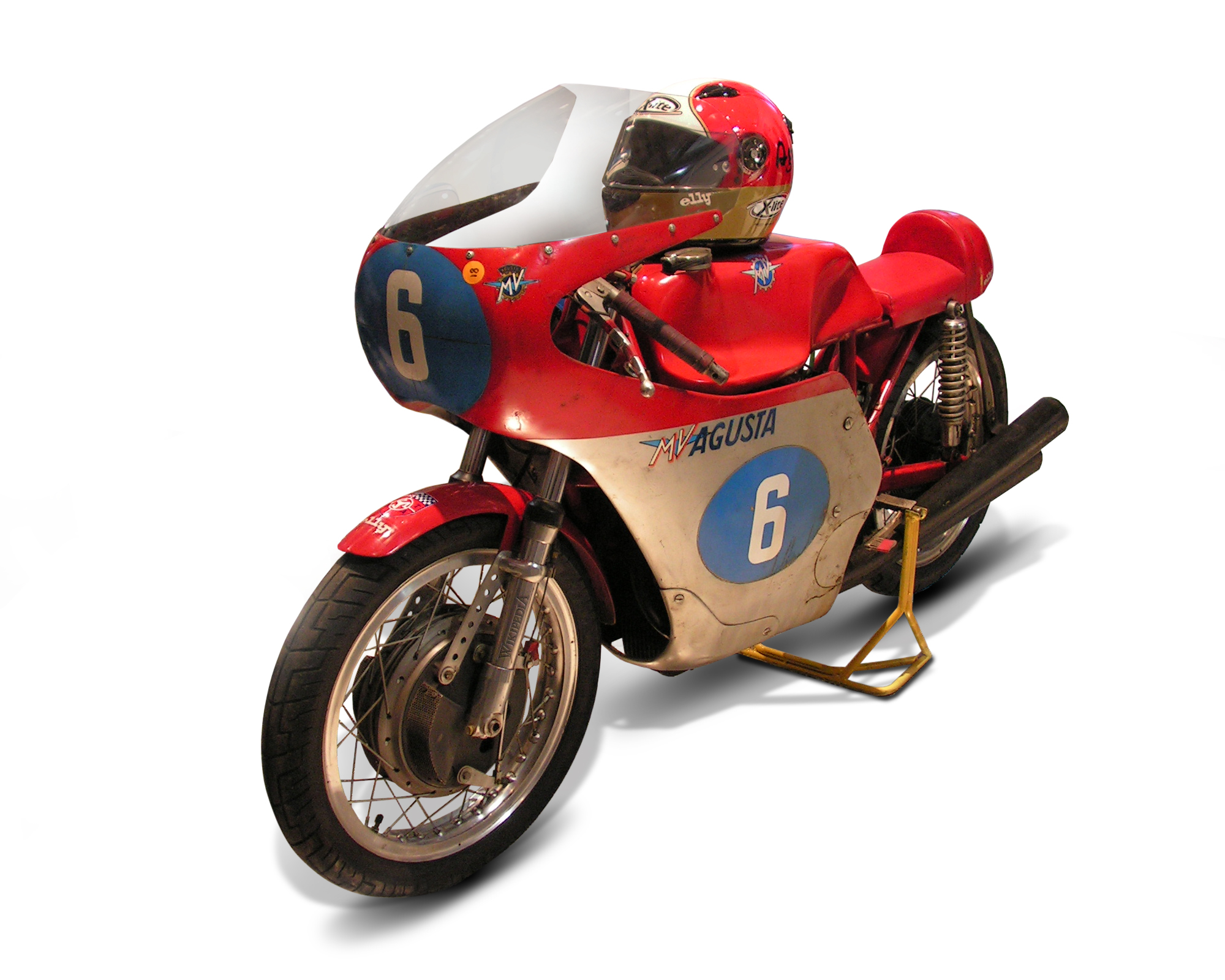
MV Agusta 350 „tre cilindri“ (Hier die Maschine von Angelo Bergamonti)
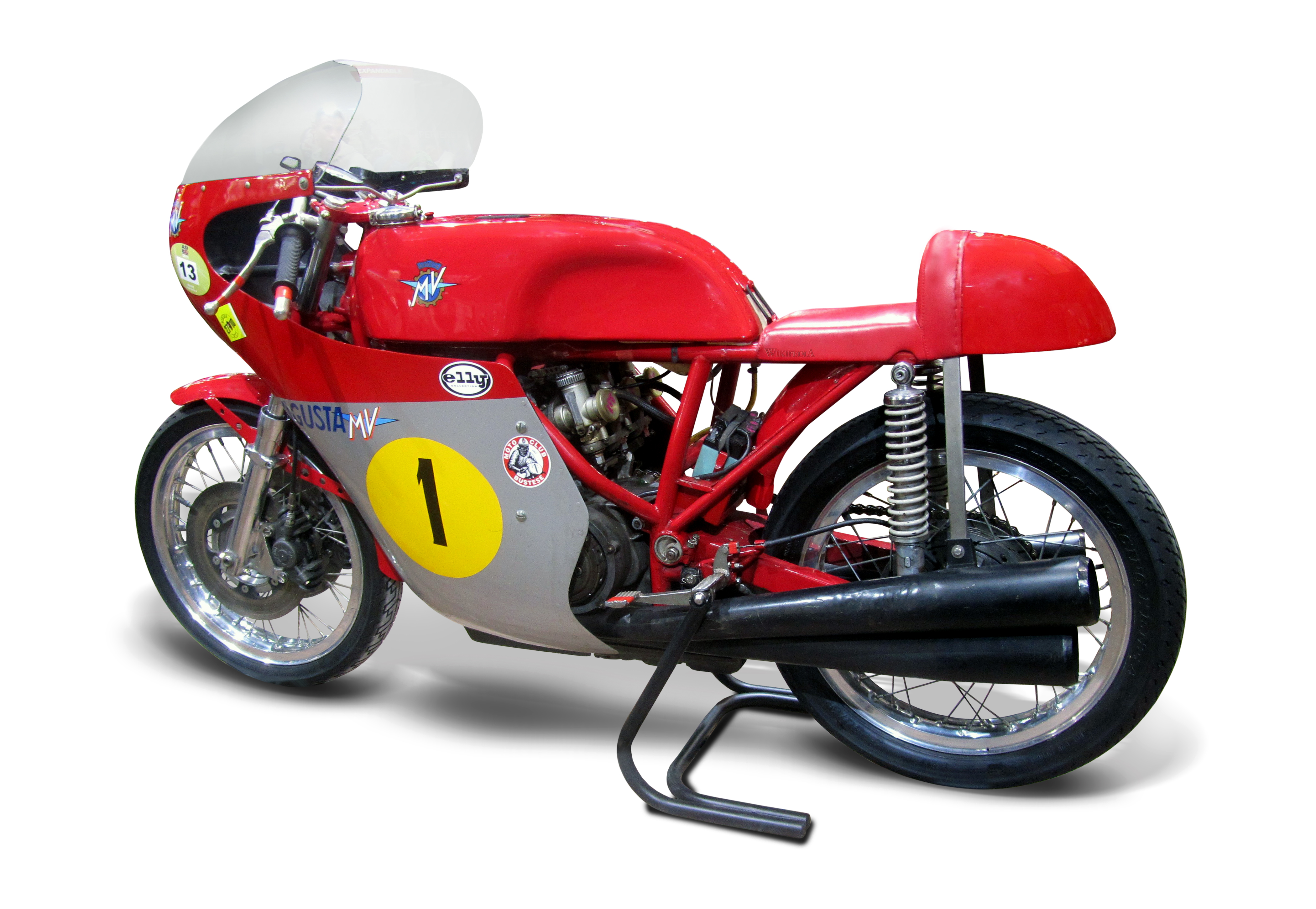
MV Agusta 500 Dreizylinder von Giacomo Agostini
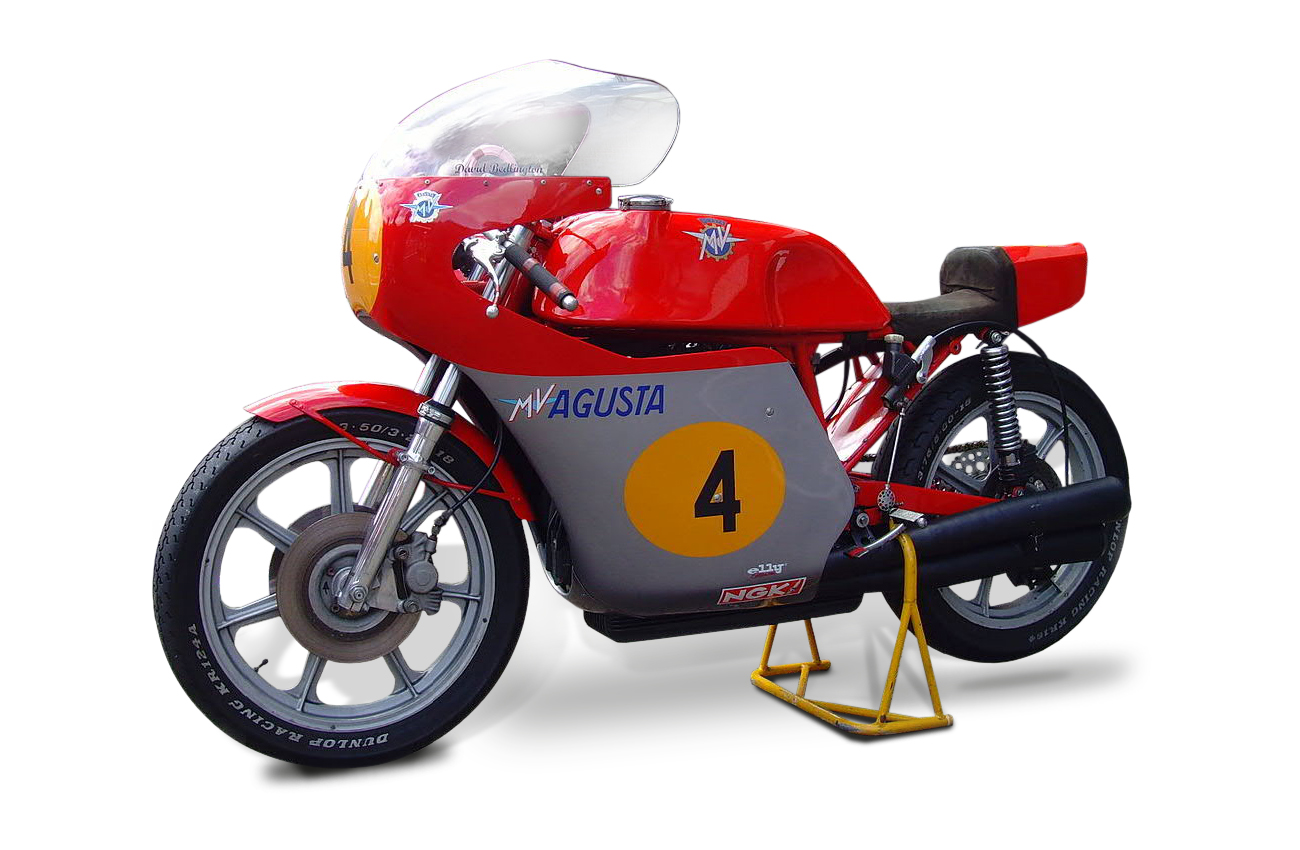
MV Agusta 500 Vierzylinder von 1973 (Hier die Maschine von Phil Read)
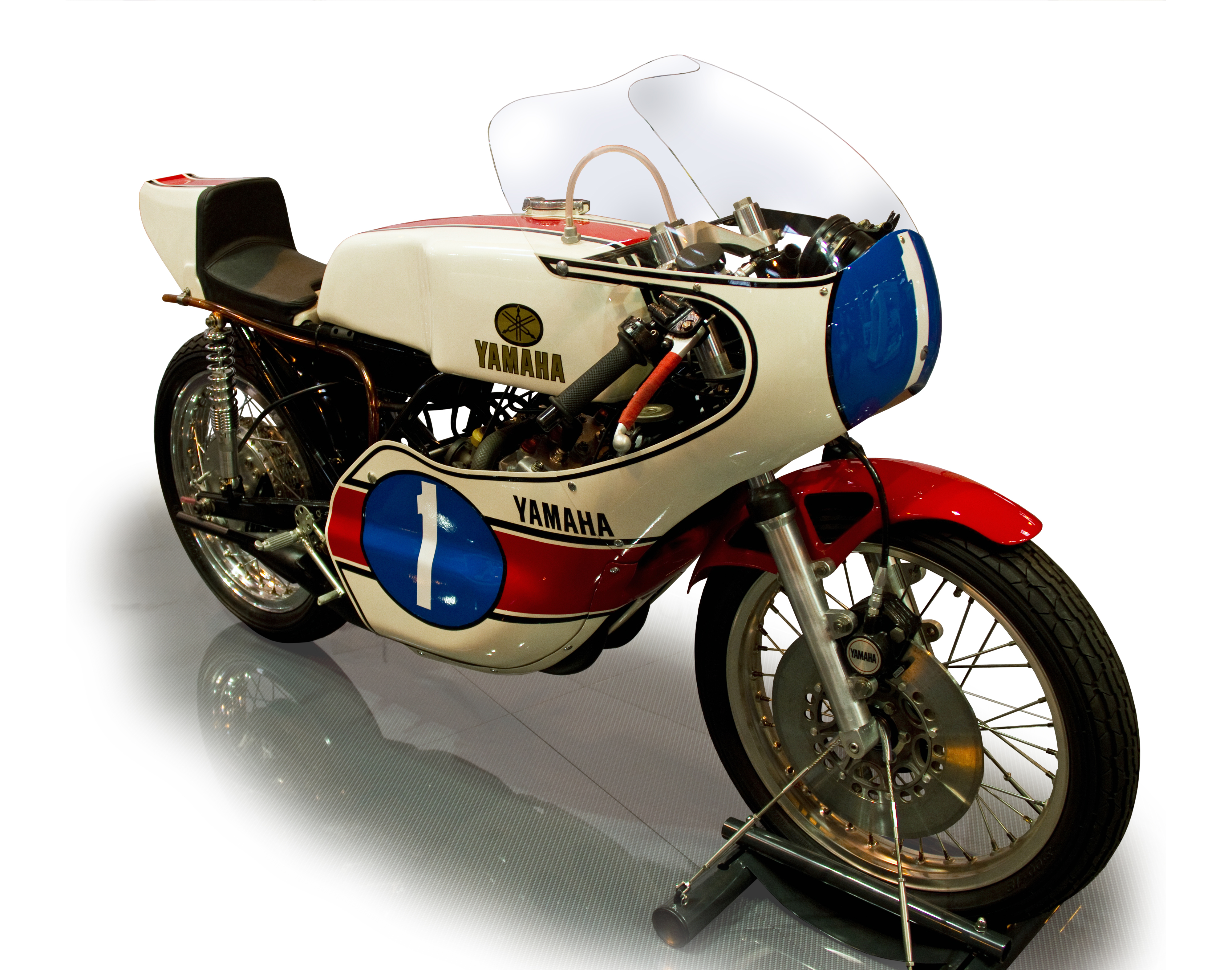
Yamaha OW16 (350er) von Giacomo Agostini (1974)
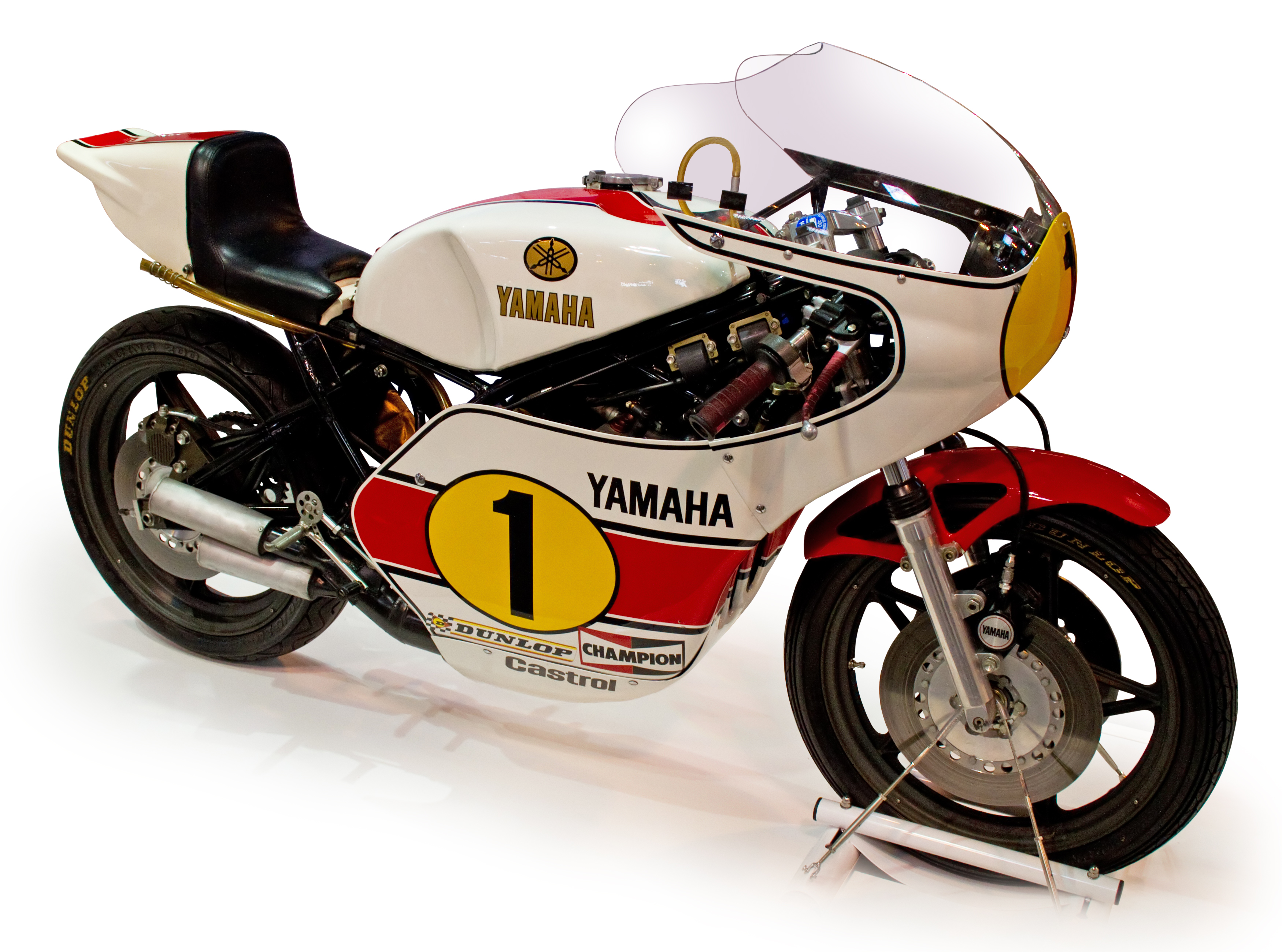
Yamaha OW26 (500er) von Giacomo Agostini (1975)
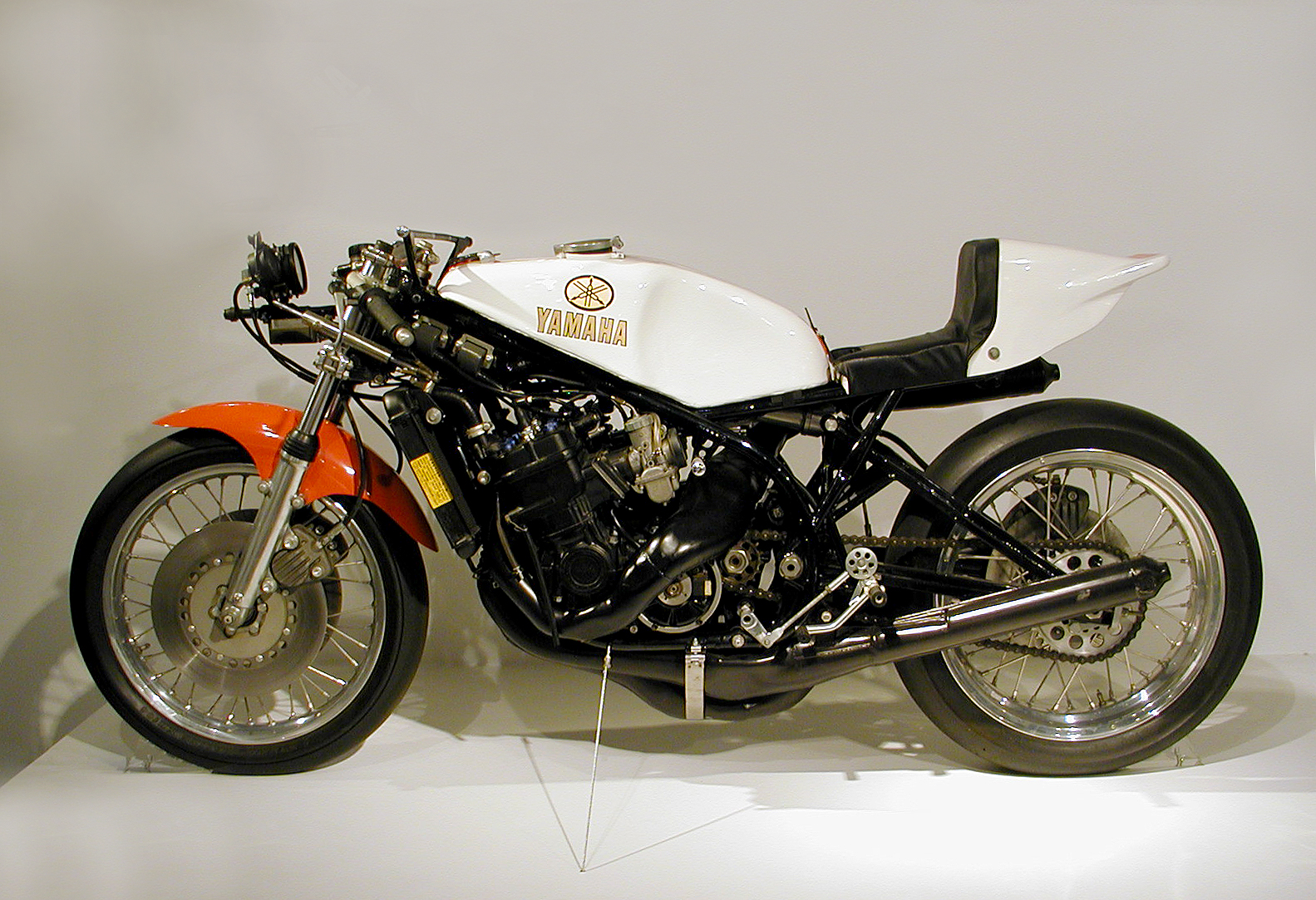
Yamaha TZ 750 F (Modell von 1979)

Agostini gewann zwischen 1966 und 1975 insgesamt 15 Weltmeistertitel (sieben in der Klasse 350 cm³ und acht in der Klasse bis 500 cm³), davon 13 Titel für MV Agusta und zwei Titel für Yamaha. Insgesamt fuhr er in seinen 186 Rennen 159 Mal auf Podiumsplätze und feierte 122 Grand-Prix-Siege. Er ist damit der erfolgreichste Motorradrennfahrer der Geschichte. Nach der Saison 1977, in der ihn Barry Sheene im Kampf um den Titel in der 500-cm³-Klasse geschlagen hatte, beendete Agostini seine aktive Karriere.

### Automobilrennsport
Ein Wechsel in den Automobilrennsport in den nachfolgenden Jahren brachte wenig Erfolg. Mit dem italienischen Team Trivellato Racing nahm Agostini an der Formel-2-Europameisterschaft 1978 teil; mit seinem Chevron B42-BMW konnte er sich allerdings nur viermal qualifizieren. Mit dem achten Platz beim Eifelrennen auf der Nordschleife des Nürburgrings gelang ihm nur eine Platzierung in den Top 10. 1979 und 1980 engagierte sich Agostini mit seinem eigenen Rennstall in der britischen Aurora-AFX-Formel-1-Serie. Er setzte hier einen alten Williams FW06 ein. An Läufen der Formel-1-Weltmeisterschaft nahm Agostini nicht teil, allerdings trat er im September 1979 zum Gran Premio Dino Ferrari in Imola an, einem Formel-1-Rennen ohne Weltmeisterschaftsstatus, zu dem auch die meisten Werksteams gemeldet waren. Im Training erreichte Agostini Platz 10; damit ging er unter anderem vor Bruno Giacomelli im Werks-Alfa Romeo an den Start. Im Rennen wurde Agostini Zehnter; vorher war er vom Sieger Niki Lauda überrundet worden.

### Teammanager
Zur Saison 1982 kehrte Agostini als Manager des Teams Yamaha Marlboro Agostini in die Motorrad-Weltmeisterschaft zurück. Unter seiner Leitung gewann das Team in der 500-cm³-Klasse drei Meisterschaften mit Eddie Lawson. In der 250-cm³-Klasse arbeitete Agostini mit Luca Cadalora, Martin Wimmer und Àlex Crivillé zusammen. Von 1992 bis 1994 leitete Agostini das Werksteam von Cagiva, 1995 führte er schließlich in der 250-cm³-Klasse ein Honda-Team mit Doriano Romboni. Danach beendete Agostini seine Managertätigkeit.

## Statistik

### Komplette Ergebnisse: Motorrad-Weltmeisterschaft (alle Klassen)
Das Punktesystem von 1964 bis 1968:
| Punktewertung | Punktewertung | Punktewertung | Punktewertung | Punktewertung | Punktewertung | Punktewertung |
| ------------- | ------------- | ------------- | ------------- | ------------- | ------------- | ------------- |
| Platz         | 1             | 2             | 3             | 4             | 5             | 6             |
| Punkte        | 8             | 6             | 4             | 3             | 2             | 1             |

Das Punktesystem ab 1969:
| Punktewertung | Punktewertung | Punktewertung | Punktewertung | Punktewertung | Punktewertung | Punktewertung | Punktewertung | Punktewertung | Punktewertung | Punktewertung |
| ------------- | ------------- | ------------- | ------------- | ------------- | ------------- | ------------- | ------------- | ------------- | ------------- | ------------- |
| Platz         | 1             | 2             | 3             | 4             | 5             | 6             | 7             | 8             | 9             | 10            |
| Punkte        | 15            | 12            | 10            | 8             | 6             | 5             | 4             | 3             | 2             | 1             |

| Jahr | Klasse  | Hersteller  | 1       | 2       | 3       | 4       | 5       | 6       | 7       | 8       | 9       | 10      | 11      | 12     | 13    | Punkte | Rang |
| ---- | ------- | ----------- | ------- | ------- | ------- | ------- | ------- | ------- | ------- | ------- | ------- | ------- | ------- | ------ | ----- | ------ | ---- |
| 1963 | 250 cm³ | Moto Morini | ESP     | GER     |         | IOM     | NED     | BEL     | ULS     | GDR     |         | ITA DNF | ARG     | JPN    |       | 0      | –    |
| 1964 | 250 cm³ | Moto Morini | USA     | ESP     | FRA     | IOM     | NED     | BEL     | GER 4   | GDR     | ULS     |         | ITA 4   | JPN    |       | 6      | 12   |
| 1965 | 350 cm³ | MV Agusta   |         | GER 1   | IOM 3   | NED 3   |         | GDR DNF | CZE DNF | ULS     | FIN 1   | ITA 1   | JPN 5   |        |       | 32     | 2    |
| 1965 | 500 cm³ | MV Agusta   | USA     | GER 2   | IOM DNF | NED 2   | BEL 2   | GDR 2   | CZE 2   | ULS     | FIN 1   | ITA 2   |         |        |       | 32     | 2    |
| 1966 | 350 cm³ | MV Agusta   | GER DNF | FRA 2   | NED 2   |         | GDR 1   | CZE 2   | FIN DNF | ULS 2   | IOM 1   | ITA 1   | JPN     |        |       | 42     | 2    |
| 1966 | 500 cm³ | MV Agusta   | GER 2   |         | NED 2   | BEL 1   | GDR DNF | CZE 2   | FIN 1   | ULS 2   | IOM 2   | ITA 1   |         |        |       | 36     | 1    |
| 1967 | 350 cm³ | MV Agusta   | GER 2   | IOM 2   | NED 2   |         | GDR 2   | CZE 7   |         | ULS 1   | ITA DNF |         | JPN     |        |       | 32     | 2    |
| 1967 | 500 cm³ | MV Agusta   | GER 1   | IOM DNF | NED 2   | BEL 1   | GDR 1   | CZE 2   | FIN 1   | ULS 20  | ITA 1   | CAN 2   |         |        |       | 46     | 1    |
| 1968 | 350 cm³ | MV Agusta   | GER 1   |         | IOM 1   | NED 1   |         | GDR 1   | CZE 1   |         | ULS 1   | ITA 1   |         |        |       | 32     | 1    |
| 1968 | 500 cm³ | MV Agusta   | GER 1   | ESP 1   | IOM 1   | NED 1   | BEL 1   | GDR 1   | CZE 1   | FIN 1   | ULS 1   | ITA 1   |         |        |       | 48     | 1    |
| 1969 | 350 cm³ | MV Agusta   | ESP 1   | GER 1   |         | IOM 1   | NED 1   |         | GDR 1   | CZE 1   | FIN 1   | ULS 1   | ITA     | YUG    |       | 90     | 1    |
| 1969 | 500 cm³ | MV Agusta   | ESP 1   | GER 1   | FRA 1   | IOM 1   | NED 1   | BEL 1   | GDR 1   | CZE 1   | FIN 1   | ULS 1   | ITA     | YUG    |       | 105    | 1    |
| 1970 | 350 cm³ | MV Agusta   | GER 1   |         | YUG 1   | IOM 1   | NED 1   |         | GDR 1   | CZE 1   | FIN 1   | ULS 1   | ITA 1   | ESP    |       | 105    | 1    |
| 1970 | 500 cm³ | MV Agusta   | GER 1   | FRA 1   | YUG 1   | IOM 1   | NED 1   | BEL 1   | GDR 1   |         | FIN 1   | ULS 1   | ITA 1   | ESP    |       | 90     | 1    |
| 1971 | 350 cm³ | MV Agusta   | AUT 1   | GER 1   | IOM DNF | NED 1   |         | GDR 1   | CZE DNF | SWE 1   | FIN 1   | ULS     | ITA DNF | ESP    |       | 90     | 1    |
| 1971 | 500 cm³ | MV Agusta   | AUT 1   | GER 1   | IOM 1   | NED 1   | BEL 1   | GDR 1   |         | SWE 1   | FIN 1   | ULS     | ITA DNF | ESP    |       | 90     | 1    |
| 1972 | 350 cm³ | MV Agusta   | GER 2   | FRA 4   | AUT 1   | ITA 1   | IOM 1   | YUG DNF | NED 1   |         | GDR DNF | CZE DNF | SWE 1   | FIN 1  | ESP   | 102    | 1    |
| 1972 | 500 cm³ | MV Agusta   | GER 1   | FRA 1   | AUT 1   | ITA 1   | IOM 1   | YUG DNF | NED 1   | BEL 1   | GDR 1   | CZE 1   | SWE 1   | FIN 1  | ESP   | 105    | 1    |
| 1973 | 350 cm³ | MV Agusta   | FRA 1   | AUT DNF | GER DNF | ITA 1   | IOM     | YUG     | NED 1   |         | CZE 2   | SWE 2   | FIN 1   | ESP    |       | 84     | 1    |
| 1973 | 500 cm³ | MV Agusta   | FRA DNF | AUT DNF | GER DNF | ITA C   | IOM     | YUG     | NED DNF | BEL 1   | CZE 1   | SWE 2   | FIN 1   | ESP    |       | 57     | 3    |
| 1974 | 350 cm³ | Yamaha      | FRA 1   | GER     | AUT 1   | ITA 1   | IOM     | NED 1   |         | SWE DNS | FIN     |         | YUG 1   | ESP    |       | 75     | 1    |
| 1974 | 500 cm³ | Yamaha      | FRA DNF | GER     | AUT 1   | ITA DNF | IOM     | NED 1   | BEL 2   | SWE DNF | FIN     | CZE 6   |         |        |       | 47     | 4    |
| 1975 | 350 cm³ | Yamaha      | FRA 2   | ESP 1   | AUT DNF | GER DNF | ITA 2   | IOM     | NED 4   |         |         | FIN 2   | CZE DNF | YUG    |       | 59     | 2    |
| 1975 | 500 cm³ | Yamaha      | FRA 1   |         | AUT DNF | GER 1   | ITA 1   | IOM     | NED 2   | BEL DNF | SWE DNF | FIN 1   | CZE 2   |        |       | 84     | 1    |
| 1976 | 350 cm³ | MV Agusta   | FRA DNF | AUT DNF | ITA DNF | YUG DNF | IOM     | NED 1   |         |         | FIN DNF | CZE DNF | GER DNF | ESP    |       | 15     | 15   |
| 1976 | 500 cm³ | MV Agusta   | FRA 5   | AUT 6   |         |         |         |         |         |         |         |         | GER 1   |        |       | 26     | 7    |
| 1976 | 500 cm³ | Suzuki      |         |         | ITA DNF |         | IOM     | NED DNF | BEL DNF | SWE     | FIN DNF | CZE DNF |         |        |       | 26     | 7    |
| 1977 | 350 cm³ | Yamaha      | VEN     |         | GER 2   | ITA 8   | ESP –   | FRA 11  | YUG –   | NED –   |         | SWE 13  | FIN -   | CZE 10 | GBR – | 16     | 16   |
| 1977 | 500 cm³ | Yamaha      | VEN     | AUT     | GER     | ITA 5   |         | FRA 2   |         | NED DNF | BEL 8   | SWE 9   | FIN DNF | CZE 2  | GBR 9 | 37     | 6    |

Quelle:
Rekorde in der Motorrad-Weltmeisterschaft
- klassenübergreifend
  - meiste Weltmeistertitel: 15
  - meiste Weltmeistertitel in Folge: 12
  - meiste Grand-Prix-Siege: 122
  - meiste Schnellste Rennrunden: 117[8]
  - jüngster Fahrer mit 100 Grand-Prix-Siegen mit 30 Jahren und 44 Tagen

### Komplette Ergebnisse: Formel-750-Meisterschaft
| Jahr | Motorrad      | 1     | 2     | 3       | 4     | 5     | 6     | 7     | 8     | 9     | 10    | 11      | 12      | 13      | 14    | 15      | 16    | 17    | 18      | 19      | Punkte | Rang |
| ---- | ------------- | ----- | ----- | ------- | ----- | ----- | ----- | ----- | ----- | ----- | ----- | ------- | ------- | ------- | ----- | ------- | ----- | ----- | ------- | ------- | ------ | ---- |
| 1975 | Yamaha TZ 750 | USA 4 | ITA 1 | ITA 2   | BEL 1 | BEL 2 | FRA 1 | FRA 2 | SWE 1 | SWE 2 | FIN 1 | FIN 2   | SIL 1   | SIL 2   | NED 1 | NED 2   | GER 1 | GER 2 |         |         | 8      | 21   |
| 1976 | Yamaha TZ 750 | USA   | VEN 1 | VEN 2   | ITA 1 | ITA 2 | ESP 1 | ESP 2 | BEL 1 | BEL 2 | FRA 1 | FRA 2 3 | SIL 1   | SIL 2   | NED 1 | NED 2 1 | GER 1 | GER 2 |         |         | 12     | 18   |
| 1977 | Yamaha TZ 750 | USA   | ITA 1 | ITA 2 3 | ESP   | FRA 1 | FRA 2 | GBR 1 | GBR 2 | AUT 2 | BEL 1 | BEL 2   | NED 1 4 | NED 2 4 | USA 1 | USA 2   | CAN 1 | CAN 2 | GER 1 1 | GER 2 1 | 45     | 3    |

### Komplette Ergebnisse: Aurora-AFX-Formel-1-Serie
1979 und 1980 engagierte sich Agostini mit seinem eigenen Rennstall in der britischen Aurora-AFX-Formel-1-Serie, auch bekannt als Britische Formel-1-Meisterschaft. Er setzte dabei einen Williams FW06 aus der Saison 1978 ein.
| Jahr | Team             | Fahrzeug      | Motor    | 1     | 2     | 3       | 4       | 5     | 6     | 7     | 8       | 9     | 10      | 11      | 12      | 13    | 14    | 15    | Punkte | Rang |
| ---- | ---------------- | ------------- | -------- | ----- | ----- | ------- | ------- | ----- | ----- | ----- | ------- | ----- | ------- | ------- | ------- | ----- | ----- | ----- | ------ | ---- |
| 1979 | Giacomo Agostini | Williams FW06 | Cosworth | ZOL 9 | OUL 6 | BRH 5   | MAL DNF | SNE 2 | THR 6 | ZAN 3 | DON 9   | OUL 3 | NOG DNF | MAL DNF | BRH DNF | THR 6 | SNE 7 | SIL 7 | 19     | 8    |
| 1980 | Giacomo Agostini | Williams FW06 | Cosworth | OUL   | BRH 4 | SIL DNF | MAL     | THR 4 | MNZ 3 | MAL   | SNE DNF | BRH 3 | THR 3   | OUL     | SIL 3   |       |       |       | 22     | 5    |

| Legende  | Legende            | Legende                                                          |
| Farbe    | Abkürzung          | Bedeutung                                                        |
| -------- | ------------------ | ---------------------------------------------------------------- |
| Gold     | –                  | Sieg                                                             |
| Silber   | –                  | 2. Platz                                                         |
| Bronze   | –                  | 3. Platz                                                         |
| Grün     | –                  | Platzierung in den Punkten                                       |
| Blau     | –                  | Klassifiziert außerhalb der Punkteränge                          |
| Violett  | DNF                | Rennen nicht beendet (did not finish)                            |
| Violett  | NC                 | nicht klassifiziert (not classified)                             |
| Rot      | DNQ                | nicht qualifiziert (did not qualify)                             |
| Rot      | DNPQ               | in Vorqualifikation gescheitert (did not pre-qualify)            |
| Schwarz  | DSQ                | disqualifiziert (disqualified)                                   |
| Weiß     | DNS                | nicht am Start (did not start)                                   |
| Weiß     | WD                 | zurückgezogen (withdrawn)                                        |
| Hellblau | PO                 | nur am Training teilgenommen (practiced only)                    |
| Hellblau | TD                 | Freitags-Testfahrer (test driver)                                |
| ohne     | DNP                | nicht am Training teilgenommen (did not practice)                |
| ohne     | INJ                | verletzt oder krank (injured)                                    |
| ohne     | EX                 | ausgeschlossen (excluded)                                        |
| ohne     | DNA                | nicht erschienen (did not arrive)                                |
| ohne     | C                  | Rennen abgesagt (cancelled)                                      |
| ohne     | keine WM-Teilnahme |                                                                  |
| sonstige | P/fett             | Pole-Position                                                    |
| sonstige | 1/2/3/4/5/6/7/8    | Punktplatzierung im Sprint-/Qualifikationsrennen                 |
| sonstige | SR/kursiv          | Schnellste Rennrunde                                             |
| sonstige | *                  | nicht im Ziel, aufgrund der zurückgelegten Distanz aber gewertet |
| sonstige | ()                 | Streichresultate                                                 |
| sonstige | unterstrichen      | Führender in der Gesamtwertung                                   |

### Erfolge (Übersicht)

#### Weltmeistertitel
- 1966 – 500 cm³ (MV Agusta Corse 500 „Tre“)
- 1967 – 500 cm³ (MV Agusta Corse 500 „Tre“)
- 1968 – 500 cm³ (MV Agusta Corse 500 „Tre“) und 350 cm³ (MV Agusta Corse 350 „Tre“)
- 1969 – 500 cm³ (MV Agusta Corse 500 „Tre“) und 350 cm³ (MV Agusta Corse 350 „Tre“)
- 1970 – 500 cm³ (MV Agusta Corse 500 „Tre“) und 350 cm³ (MV Agusta Corse 350 „Tre“)
- 1971 – 500 cm³ (MV Agusta Corse 500 „Tre“) und 350 cm³ (MV Agusta Corse 350 „Tre“)
- 1972 – 500 cm³ (MV Agusta Corse 500 „Tre“) und 350 cm³ (MV Agusta Corse 350 „Tre“)
- 1973 – 350 cm³ (MV Agusta Corse 350 „Tre“)
- 1974 – 350 cm³ (Yamaha OW16)
- 1975 – 500 cm³ (Yamaha OW26)

##### Weiteres
- 122 Grand-Prix-Siege

#### Italienische Meistertitel
- 1963 – 175 cm³ (Moto Morini) (Italienischer Bergmeister)
- 1964 – 250 cm³ (Moto Morini)
- 1965 – 500 cm³ (MV Agusta)
- 1966 – 500 cm³ (MV Agusta)
- 1968 – 500 cm³ (MV Agusta)
- 1969 – 500 cm³ (MV Agusta)
- 1970 – 500 cm³ und 350 cm³ (MV Agusta)
- 1971 – 500 cm³ und 350 cm³ (MV Agusta)
- 1972 – 500 cm³ und 350 cm³ (MV Agusta)
- 1973 – 500 cm³ (MV Agusta)
- 1974 – 500 cm³ (MV Agusta)
- 1975 – 500 cm³ (Yamaha)
- 1976 – 500 cm³ (Yamaha)
- 1977 – 500 cm³ (MV Agusta / Yamaha)

#### Isle-of-Man-TT-Siege
| Jahr | Klasse           | Maschine  | Durchschnittsgeschwindigkeit |
| ---- | ---------------- | --------- | ---------------------------- |
| 1966 | Junior (350 cm³) | MV Agusta | 100,87 mph (162,33 km/h)     |
| 1968 | Junior (350 cm³) | MV Agusta | 101,63 mph (163,56 km/h)     |
| 1968 | Senior (500 cm³) | MV Agusta | 104,78 mph (168,63 km/h)     |
| 1969 | Junior (350 cm³) | MV Agusta | 101,81 mph (163,85 km/h)     |
| 1969 | Senior (500 cm³) | MV Agusta | 104,75 mph (168,58 km/h)     |
| 1970 | Junior (350 cm³) | MV Agusta | 101,77 mph (163,78 km/h)     |
| 1970 | Senior (500 cm³) | MV Agusta | 101,52 mph (163,38 km/h)     |
| 1971 | Senior (500 cm³) | MV Agusta | 102,59 mph (165,1 km/h)      |
| 1972 | Junior (350 cm³) | MV Agusta | 102,03 mph (164,2 km/h)      |
| 1972 | Senior (500 cm³) | MV Agusta | 104,02 mph (167,4 km/h)      |

#### Mallory Park Race of the Year
- 1966 – Sieg beim Mallory Park Race of the Year
- 1969 – Sieg beim Mallory Park Race of the Year

#### Daytona 200
- 1974 – Sieg beim Daytona 200

#### 200 Meilen von Imola
- 1974 – Sieg beim 200-Meilen-Rennen von Imola

## Agostini, MV Agusta und Italien …
Seine größten Erfolge erzielte Agostini mit MV Agusta. In dieser Phase seiner Karriere schwappte eine kaum vorstellbare motorsportliche Begeisterungswelle über Italien. Er wurde als „Ago nazionale“ oder „nostro Mino“ (eine Koseform von Giacomo) bezeichnet, und Reparto Corse wurde inoffiziell in den Status eines „Nationalteams“ erhoben. Umso tiefer war die Entrüstung, als Agostini 1973 den Wechsel zu Yamaha bekannt gab. Begriffe wie „Vaterlandsverräter“ waren noch als harmlosere Unmutsäußerungen (auch in der Presse) zu bezeichnen.
Als Mike Hailwood für die Saison 1966 von MV Agusta zu Honda wechselte und im Gegenzug Agostini verpflichtet wurde, bedauerten das die italienischen Fans in keiner Weise. Erstmals wurde ein Italiener „Nummereinsfahrer“ bei MV Agusta. Bis dahin hatte MV zwar oft Italiener beschäftigt, hauptsächlich in der italienischen Meisterschaft, aber in der Weltmeisterschaft traten sie nur als „Unterstützung“ für einen ausländischen Fahrer in Erscheinung: Umberto Masetti spielte die zweite Rolle hinter John Surtees, Remo Venturi musste sich Surtees, John Hartle und Mike Hailwood unterordnen, genauso wie Emilio Mendogni Surtees. Diese Fixierung auf britische Fahrer bei nahezu allen italienischen Marken war nicht verwunderlich: Bei der begrenzten Anzahl von Rennen im Weltcup war jedes Resultat immens wichtig und die Briten kannten nun mal den 60 Kilometer langen und schwer zu erlernenden Snaefell Mountain Course auf der Isle of Man am besten.
Mit der Sicherheit, die ihm sein Status als „Nummereinsfahrer“ gab, begann Agostini eine Dominanz aufzubauen, die ihn die 350er- und 500er-Klasse in den folgenden Jahren beinahe mühelos beherrschen ließ.
Diese enorme Popularität und das Prestige des Fahrers waren für MV Agusta ein zweischneidiges Schwert. Einerseits profitierten sie über die Verkaufszahlen und die internationale Publicity von den Erfolgen, andererseits drohten sie zum „reinen Materiallieferanten des alles überstrahlenden Agostini“ zu werden. Aus diesem Grund wurde ab 1970 der hochtalentierte Angelo Bergamonti ins Team geholt, der mit seinem waghalsigen, mutigen Fahrstil ein Gegengewicht zum eher „ruhigen Techniker“ Agostini bilden sollte. Bergamonti konnte Agostini durchaus Paroli bieten (1971 errang er zwei Siege in der italienischen 350er- und 500er-Meisterschaft und schlug dabei jedes Mal seinen Teamkollegen Agostini), er kam aber kurz danach bei einem Rennunfall in Riccione bei strömendem Regen ums Leben.
In der Saison 1972 war sein neuer Teamkollege Alberto Pagani, der aber keine ernsthafte Bedrohung für seine Führungsposition im Team darstellte. Ein für Agostini einschneidendes Erlebnis in dieser Saison dürfte der Tod seines Freundes Gilberto Parlotti während der Tourist Trophy gewesen sein. Obwohl die TT zu seinen Lieblingsstrecken zählte und er dort zehn Siege errungen hatte, kritisierte er das Rennen scharf und erklärte, in Zukunft nicht mehr bei diesem Rennen anzutreten. Die Reaktionen der FIM, der Motorradhersteller und ihrer Rennteams sowie der internationalen Sportpresse, die das prestigeträchtigste, meist beachtete und mit einem hohen Marketingwert behaftete Rennen bedroht sahen, waren teilweise sehr hart. Obwohl Agostini von der Presse mehrfach dazu aufgefordert wurde, beteiligte er sich nicht an der Kontroverse bezüglich seiner Aussagen.
Dieses Verhalten wurde ihm oftmals als nachträgliche Rücknahme seiner Äußerungen ausgelegt. Agostini startete nicht mehr bei der Isle of Man TT, selbst in den Jahren, in denen dieses Rennen entscheidend für die WM-Wertung hätte sein können. Ermutigt durch sein Beispiel folgten Jahr für Jahr auch andere Fahrer seiner Entscheidung und reduzierten dadurch das Starterfeld, bis die Tourist Trophy 1977 aus der Weltmeisterschaft gestrichen wurde.
Nach dem Tod von Domenico Agusta im Jahr 1971 engagierte die neue Firmenleitung für die Meisterschaft 1973 neben Agostini den mehrfachen Weltmeister Phil Read. Read erhielt die neue, aber schon sehr weit entwickelte 500er „quattro“, während Agostini ein eher „experimenteller Prototyp“ mit erweitertem Hubraum zugewiesen wurde, der aus einer Weiterentwicklung der 350er stammte.
Bereits in der zweiten Hälfte der Saison 1972 hatte die internationale Presse heftig über einen Wechsel von Agostini zu Benelli spekuliert. Befeuert wurden diese Gerüchte durch das beachtliche Gehalt von 70.000.000 Lire, das Alejandro de Tomaso für Agostini bot. Auch wenn Agostini dementierte, blieben die Gerüchte. Indiskretionen aus dem direkten Umfeld, die distanzierte Haltung der Unternehmensleitung und auch einige „Signale“, die Agostini selbst sendete, wie zum Beispiel der Tausch seines Dino Coupé gegen einen De Tomaso Pantera GTS im September 1972 befeuerten die Spekulationen weiter.
Die Saison 1973 verlief gemessen an Agostinis Ansprüchen enttäuschend. Seine unausgereifte Maschine hatte so viele Defekte, dass er in der 500er Meisterschaft nur in 4 von 11 Rennen das Ziel erreichte. Im Endklassement wurde Agostini hinter seinem Teamkollegen Read und dem Neuseeländer Kim Newcombe (auf König) Dritter.
Die persönliche Situation im Team und seine Erkenntnis, dass die Überlegenheit von Viertaktmotoren, wie sie MV Agusta einsetzte, dem Ende entgegenging, veranlasste Agostini, Angebote von Yamaha, Suzuki und Kawasaki, die Zweitakter einsetzten, in Betracht zu ziehen.
Am 4. Dezember 1973 berief Agostini die erste eigene Pressekonferenz seines Lebens in Mailand ein, wo er zusammen mit Yamaha-Sportdirektor Rod Gould in einem überfüllten Saal vor italienischen und ausländischen Journalisten die Trennung von MV Agusta und den Wechsel zu Yamaha bekannt gab. Als eine Grundbedingung für den Wechsel hatte Agostini die Übernahme von Arturo Magni und seiner Mechaniker aus der MV-Rennabteilung gefordert, aber keiner von ihnen folgte ihm. Dass Agostini trotzdem wechselte, brachte ihm heftige Kritik in der Presse ein.
Das Ende der fast zehnjährigen Beziehung zwischen Agostini und MV Agusta löste endlose journalistische Diskussionen aus. Die Boulevardpresse betonte Agostinis „Verrat“, der sich an die „Ausländer“ verkaufte, während die Fachpresse Unsicherheit über zukünftige sportliche Ergebnisse äußerte, da der Italiener keine Erfahrung mit den japanischen Zweitaktmotorrädern habe, die nach Meinung vieler Experten nicht zu seiner ruhigen und gleichmäßigen Fahrweise passten.
Die Empörung legte sich aber, als Agostini, der von der amerikanischen Presse als „Ago-Dago“ (Schimpfwort für Italiener) beleidigt wurde, das prestigeträchtige Daytona 200 und am Ende des Jahres die 350er- und ein Jahr später die 500er-Meisterschaft gewann. Jetzt war er einfach „der italienische Ausnahmefahrer, der auch auf ‚schlechtem‘ Material besser ist als alle anderen.“

## Privates

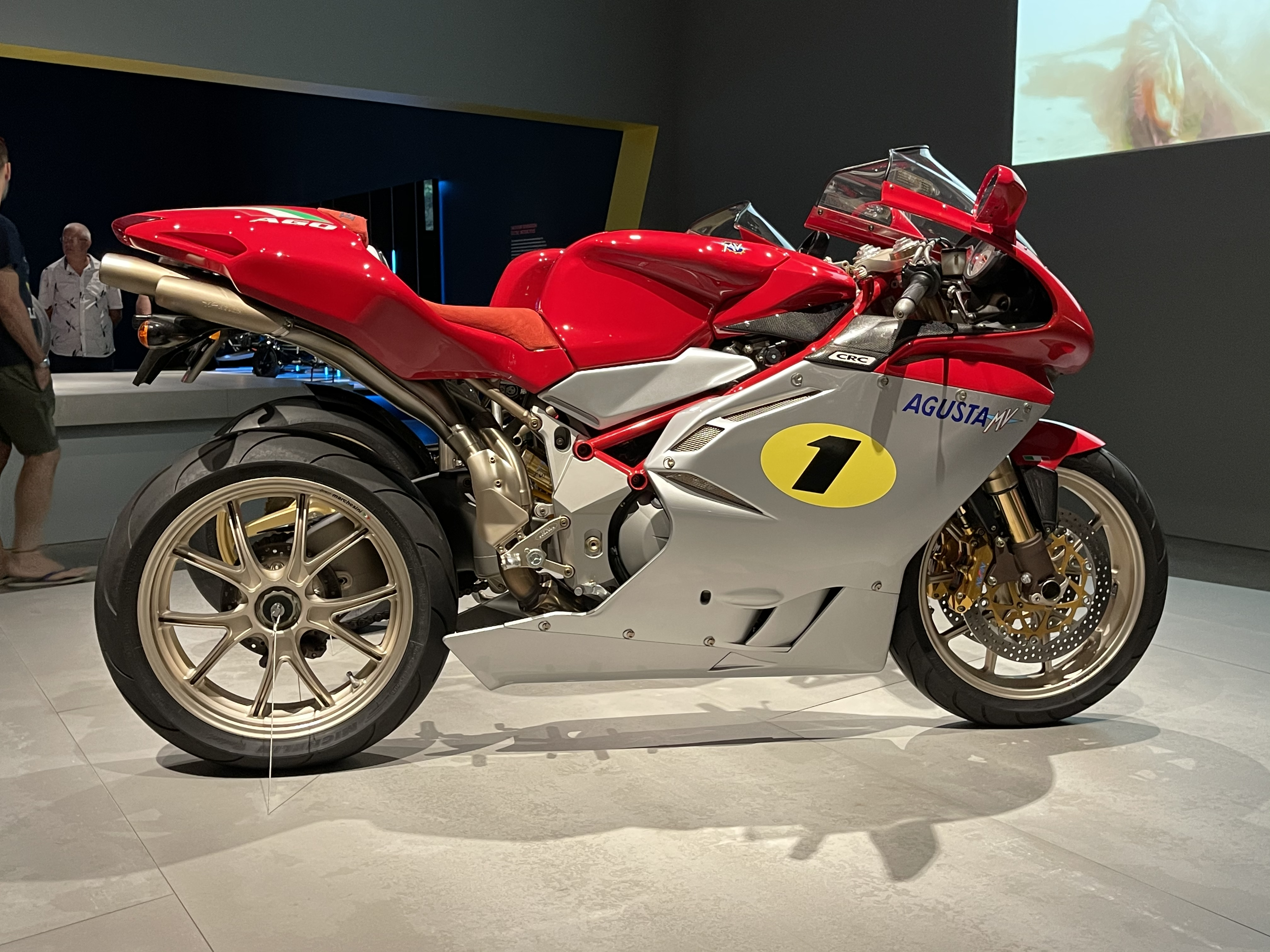
Das unter Agostinis Mithilfe entwickelte Sondermodell AGO der MV Agusta F4

Agostini ist verheiratet und hat zwei Kinder, eine ältere Tochter und einen Sohn, und lebt in der norditalienischen Stadt Bergamo. Bis heute ist Agostini ein begehrter Gast bei vielfältigen Motorradveranstaltungen.
Er bezeichnet sich selbst als „zweifelnden Katholiken“. Als junger Fahrer steckte er zwischen die Polsterelemente seines Helms eine kleine Medaille der Marienstatue aus dem Wallfahrtsort Lourdes.
Das Sondermodell F4 AGO von MV Agusta mit der legendären Nummer 1 wurde unter seiner Mitarbeit entwickelt.
Die US-amerikanische Punk-’n’-Roll-Band Zeke widmete ihm das Lied „Viva Agostini!“ vom Album „Flat Tracker“ als Hommage.

## Ehrungen
- 1965: Medaglia al valore atletico (Medaille für sportliche Erfolge) in Silber[16]
- 1966: Medaglia al valore atletico (Medaille für sportliche Erfolge) in Gold[16]
- 1999: Aufnahme in die Motorcycle Hall of Fame[17]
- 2000: Aufnahme in die MotoGP Hall of Fame[18]
- 2003: Ordine al merito della Repubblica italiana (Verdienstorden der Italienischen Republik)[19]
- 2014: Collare d’oro al merito sportivo (Goldener Halsbandorden für sportliche Verdienste)[16]

## Galerie

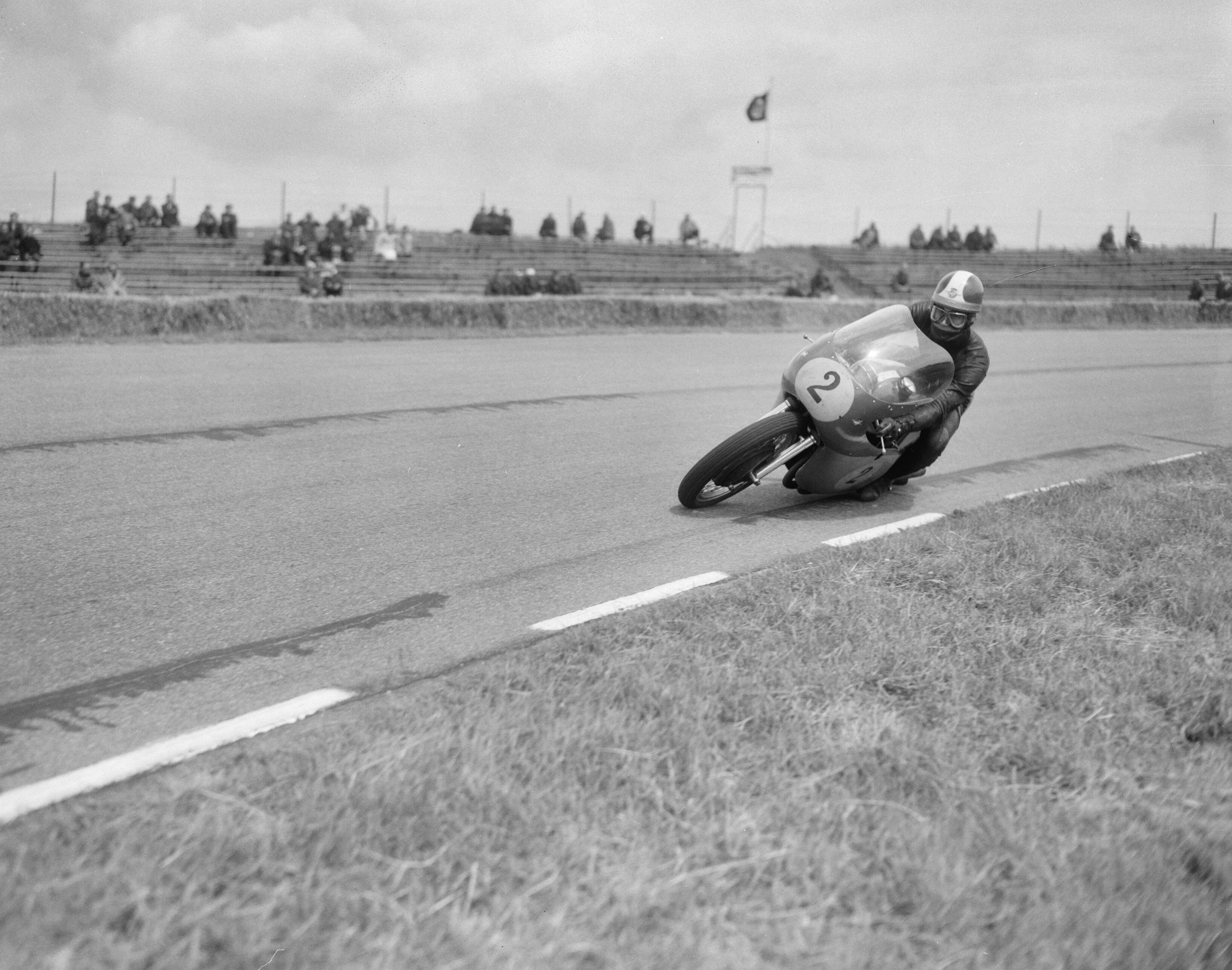
Agostini beim Training, TT Assen (1965)
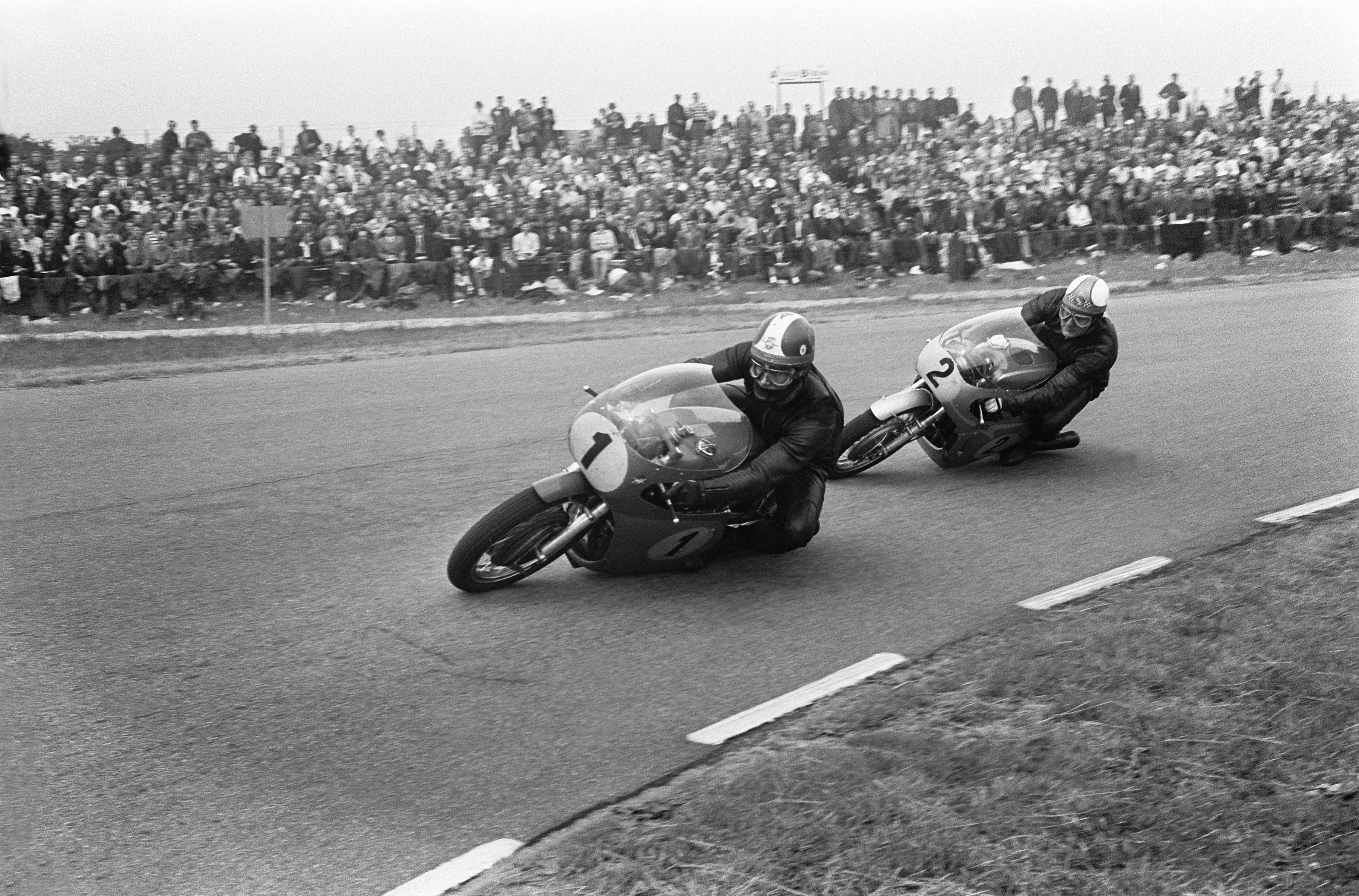
Agostini vor Hailwood (1967)
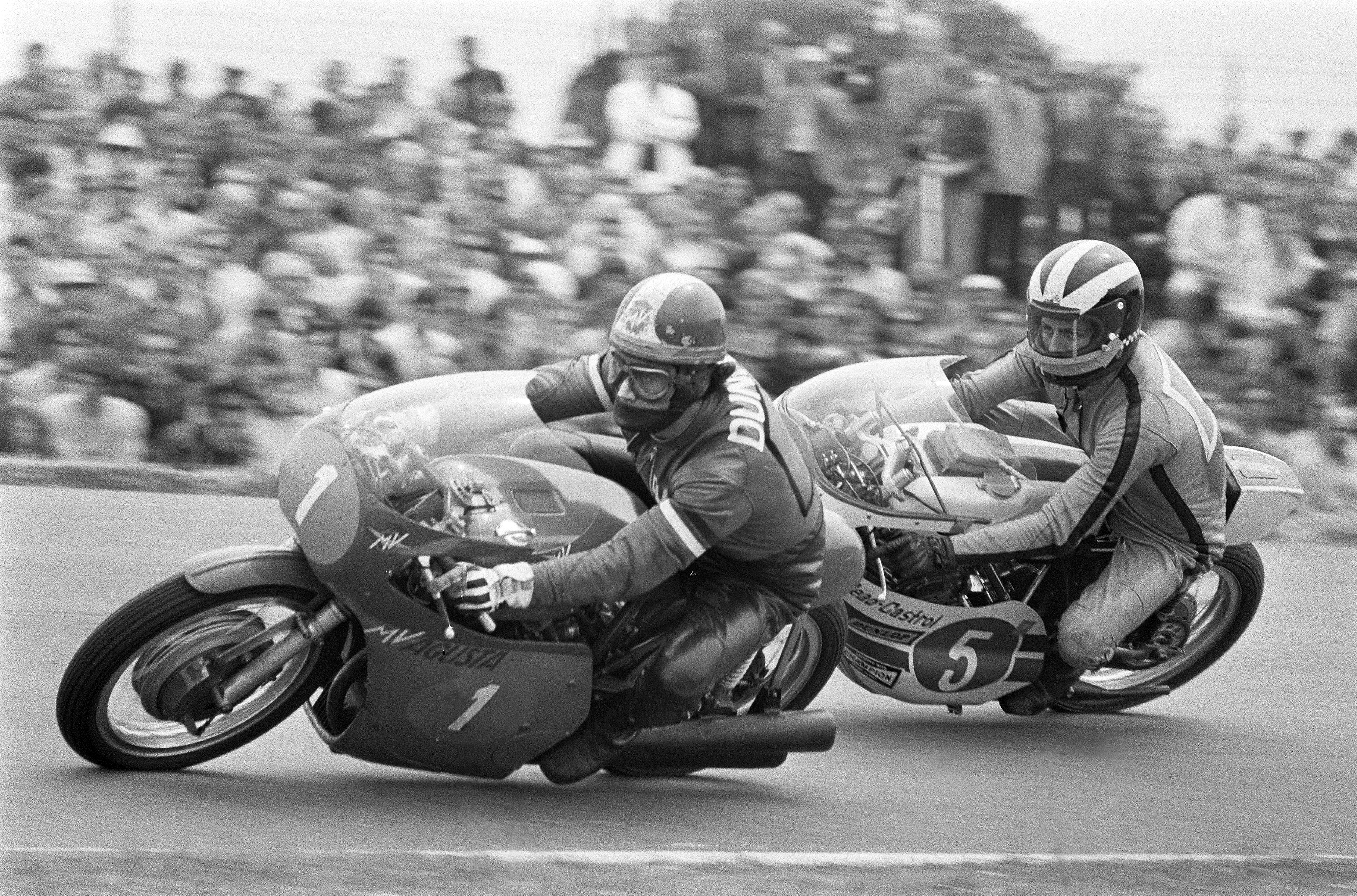
Agostini vor Phil Read, bei einem Rennen in der 350er-Klasse (1971)
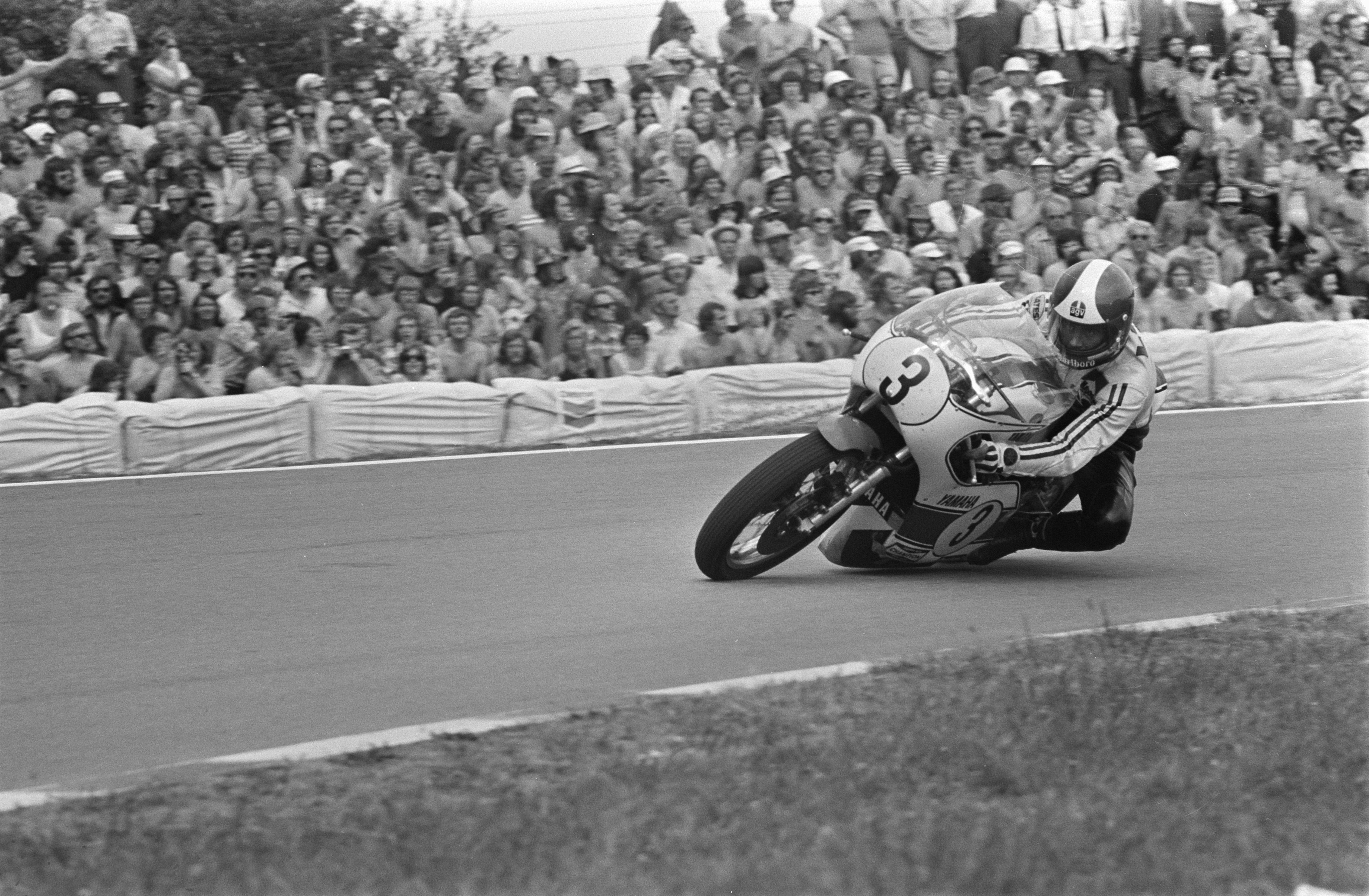
Agostini auf Yamaha, TT Assen (1974)
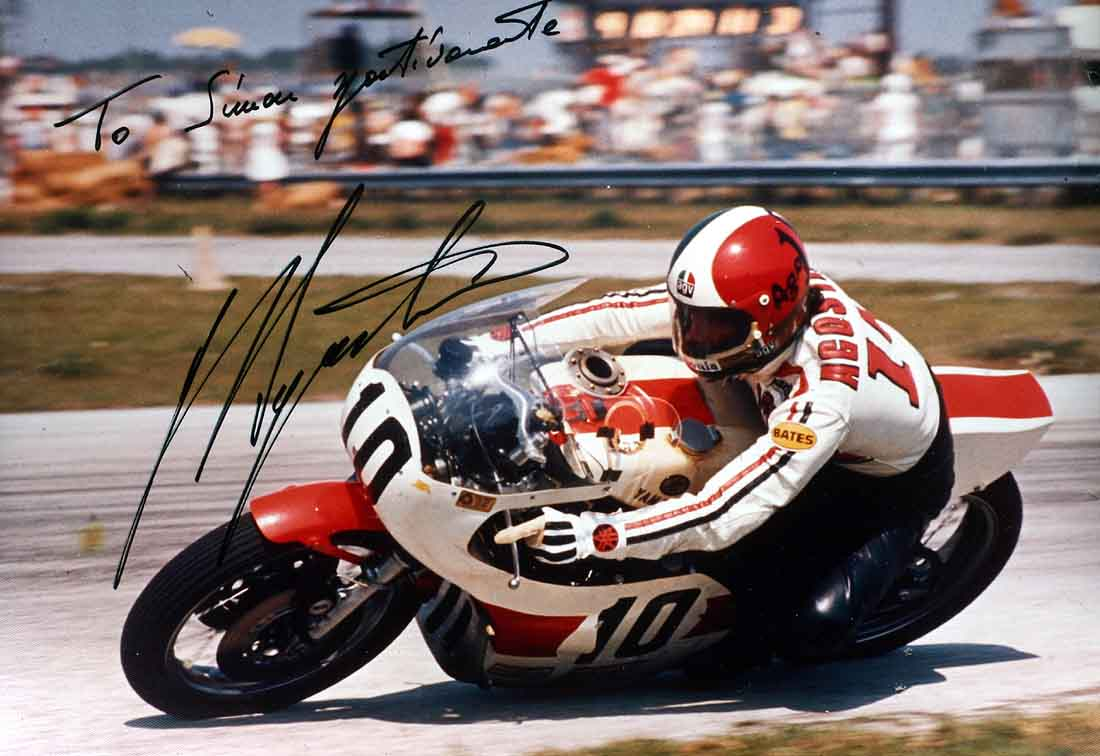
Agostini auf Yamaha, Foto mit Widmung (1975)
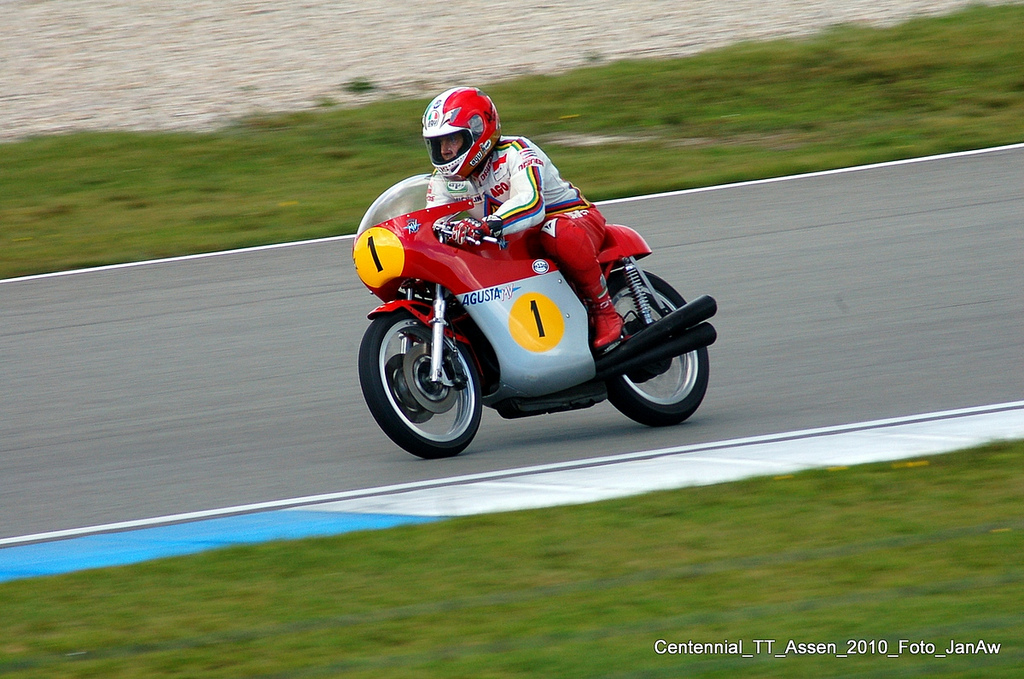
Agostini bei der Centennial Classic während der TT Assen (2010)